# مصطفی طاهری
مصطفی طاهری (زاده ۱۳۵۳ زنجان) سیاستمدار ایرانی است. او در یازدهمین انتخابات مجلس شورای اسلامی با ائتلاف مهدی باقری  توانست با کسب ۵۹ هزار و ۶۰۳ رای، از حوزه انتخابیه زنجان و طارم از استان زنجان انتخاب شود. طاهری در دوازدهمین انتخابات مجلس شورای اسلامی با کسب ۴۴ هزار رای به عنوان نفر اول برای دومین بار به مجلس شورای اسلامی راه پیدا کرد.
او دانش آموخته رشته برق گرایش الکترونیک از دانشگاه های صنعتی شریف و صنعتی امیرکبیر است و اکنون عضو هیئت علمی گروه برق دانشگاه زنجان است.
او عضو کمیسیون صنایع و معادن مجلس شورای اسلامی و نایب رئیس فراکسیون دانش بنیان مجلس  می باشد. وی همچنین عضو کمیسیون تلفیق بودجه ۱۴۰۰ بوده است.
طاهری از طراحان طرح قانون یکپارچه سازی داده ها و اطلاعات ملی است.
همینطور در ۳۱ خرداد ۱۴۰۱ به عنوان رئیس کمیسیون صنایع و معادن مجلس شورای اسلامی انتخاب شد.